# Médecine/sciences
Médecine/sciences est une revue scientifique généraliste de langue française dédiée à la biologie, la médecine et la santé.

## Historique
Médecine/sciences a été fondée en mars 1985 de la volonté politique des gouvernements français et québécois, sous l'impulsion de leurs ministres de la recherche respectifs Hubert Curien et Bernard Landry. C'est la seule revue de langue française à posséder une visibilité dans les domaines de la biologie et de la recherche médicale francophones, dans un univers exclusivement dominé par la langue anglaise.
Médecine/sciences a une vocation généraliste et s'adresse principalement aux étudiants, aux médecins, et aux enseignants avec une ligne éditoriale ayant une volonté de vulgarisation relative. Médecine/sciences publie des éditoriaux, des synthèses, des nouvelles, des dossiers techniques à la pointe de l'actualité scientifique, qui sont toujours replacés dans leur contexte pour que l’information soit la plus juste et accessible possible. Elle ne publie pas en revanche d'articles originaux de recherche et en ce sens se différencie des revues spécialisées.
En 2006, les gouvernements français et québécois transfèrent la direction de Médecine/sciences à l'Institut national de la santé et de la recherche médicale et à la Société de la revue médecine/sciences qui confient la réalisation technique de la revue aux éditions EDK à Paris.
Marc Peschanski a été, durant de nombreuses années, rédacteur en chef de la revue. En 2013, Hervé Chneiweiss assure cette fonction jusque 2017. Jean-Luc Teillaud reprend le flambeau à partir de 2017.